# Bolohoughia aurometallica
Bolohoughia aurometallica är en tvåvingeart som beskrevs av Townsend 1927. Bolohoughia aurometallica ingår i släktet Bolohoughia och familjen parasitflugor. Inga underarter finns listade.